# Dezastru (Star Trek: Generația următoare)
„Dezastru” (titlu original: „Disaster”) este al 5-lea episod din al cincilea sezon al serialului TV american științifico-fantastic Star Trek: Generația următoare și al 105-lea episod în total. A avut premiera la 21 octombrie 1991.
Episodul a fost regizat de Gabrielle Beaumont după un scenariu de Ronald D. Moore bazat pe o poveste de Ron Jarvis & Philip A. Scorza.

## Prezentare
Nava Enterprise rămâne fără energie, iar Picard este blocat într-un turbolift împreună cu trei copii. Alți membri ai echipajului sunt blocați în diverse locații pe navă. Comanda punții cade în sarcina consilierului Troi, care nu se simte pregătită pentru asta.

## Actori ocazionali
- Rosalind Chao - Keiko O'Brien
- Colm Meaney - Miles O'Brien
- Michelle Forbes - Ro Laren
- Erika Flores - Marissa Flores
- John Christian Graas - Jay Gordon Graas
- Max Supera - Patterson Supera
- Cameron Arnett - Mandel
- Jana Marie Hupp - Monroe